# Farmaconomista
Un farmaconomista è un esperto in farmaci. Il titolo farmaconomista origina dal termine danese farmakonom.
I farmaconomisti sono un gruppo professionale farmaceutico in Danimarca (incluso la Groenlandia e le Isole Faroe) con una formazione superiore di tre anni. Ogni anno circa 220 studenti si laureano come farmaconomisti dall'Università Danese di Pratica della Farmacia (Pharmakon, Danish College of Pharmacy Practice).

## Lavoro
La maggioranza dei farmaconomisti danesi lavora presso le farmacie comunali, le farmacie ospedaliere e presso gli ospedali.
Alcuni farmaconomisti lavorano nell'industria farmaceutica, nell'industria chimica e in laboratori medici o clinici.
Altri farmaconomisti insegnano a studenti farmacisti e a studenti farmaconomisti nelle università - tale come la Facoltà di Scienze Farmaceutiche dell'Università di Copenaghen e l'Università Danese di Pratica della Farmacia.
I farmaconomisti lavorano anche presso il Ministero Danese della Salute, la Direzione Generale Danese dei Farmaci e l'Associazione Danese dei Farmacisti Proprietari.
Alcuni farmaconomisti lavorano come consulenti farmaceutici.

## Educazione
Durante l'educazione all'Università Danese di Pratica della Farmacia il farmaconomista studia anatomia, fisiologia, patologia, farmacologia, pratica della farmacia, prodotti farmaceutici, tossicologia, farmacia clinica, farmacoterapia, scienza farmaceutica, chimica, chimica farmaceutica, chimica fisica, biochimica, biologia, microbiologia, biologia molecolare, genetica, citologia, botanica, medicina, veterinaria, zoologia, ricetta medica, legge di farmacia, sociologia della medicina, sicurezza del paziente, psicologia, psichiatria, pedagogia, comunicazione, tecnologie dell'informazione (ICT), bioetica, etica medica, sicurezza, leadership, organizzazione, logistica, economia, assicurazione di qualità, vendita e marketing.
L'educazione superiore di tre anni corrisponde a 180 punti del ECTS (Sistema Europeo di Accumulazione e Trasferimento dei Crediti).

## Qual è la differenza tra unfarmaconomistae unfarmacista?
In Danimarca esistono due diversi gruppi professionali con un'educazione farmaceutica:
- I farmaconomisti (con un'educazione superiore di tre anni)
- I farmacisti (con un'educazione superiore di cinque anni)

Grazie alla sua educazione superiore il farmaconomista è secondo la legge danese in possesso della stessa capacità indipendente in tutte le farmacie danesi come quella del farmacista - ciò vuol dire ad esempio il dispensare e controllare ricette mediche, il consigliare e avvisare i pazienti/clienti riguardo all'uso della medicina (i farmaci) ed il dispensare, vendere e provvedere informazioni riguardo ad ogni tipo di medicina.
Il farmaconomista svolge lavori di direzione (management) presso le farmacie.
L'unica differenza per legge è che solamente un farmacista può possedere una farmacia danese - ciò essere farmacista proprietario.

## Il sindacato
L'Associazione Danese dei Farmaconomisti (danese: Farmakonomforeningen) è il sindacato che rappresenta all'incirca 5.700 farmaconomisti in Danimarca, Groenlandia e nelle Isole Faroe (98% di tutti i farmaconomisti danesi).

## Etimologia
Il titolo danese farmakonom viene dalle parole greche "pharmakon" (del significato "farmaco") e "nom" (del significato "esperto in").
In Danimarca un farmaconomista è anche chiamato lægemiddelkyndig (il che vuol dire esperto in farmaci). Il titolo lægemiddelkyndig viene dalle parole danesi "lægemiddel" (del significato "farmaco") e "kyndig" (del significato "esperto in").